# David Cluett
David Cluett (2 agosto 1965 – 17 luglio 2005) è stato un calciatore maltese, di ruolo portiere.

## Carriera

### Club
Ha giocato tutta la carriera per club maltesi, riuscendo a vincere per una volta anche il titolo nazionale nel 1993 con il Floriana.
Nel 2025, in occasione di una votazione tenutasi per i 125 anni della Federazione calcistica di Malta, è stato inserito nella migliore formazione di tutti i tempi della nazionale maltese.

### Nazionale
Ha esordito con la Nazionale nel 1987, giocandovici 69 incontri sino al 1996.

## Palmarès

### Individuale
- Malta's best XI of all time (2025)